# Teresa Bogusławska
Teresa Bogusławska (13 de julio de 1929 - 1 de febrero de 1945) fue una poetisa polaca y participante del Levantamiento de Varsovia.

## Biografía
Su padres eran Antonio Bogusławski, oficial del ejército polaco y su madre, Marii Wolszczan, médica. Poco antes del estallido de la Segunda Guerra Mundial, el 31 de agosto de 1939 su padre se fue al ejército polaco y ella nunca más volvería a verlo.
En 1941, se unió a un grupo de scouts femenino, el Szare Szeregi cuando tenía 12 años y poco después se unió a la resistencia polaca. Fue arrestada por la Gestapo el 23 de febrero de 1944, mientras pegaba consignas antialemanas en carteles en las paredes de Varsovia. Encerrada en la prisión de Pawiak, fue torturada e interrogada, Teresa fue liberada el 14 de marzo tras enfermar de tuberculosis, siendo enviada al sanatorio de Otwock para recibir tratamiento hasta julio. Su salud nunca se recuperó.
Durante el levantamiento de Varsovia, cosió uniformes y bandas para los insurgentes. Durante la represión, abandonó Varsovia para ir al hospital de Tworki y luego a Zakopane, donde falleció de meningitis a los 16 años.

## Legado
En 1946, su padre publicó una colección de poemas de su hija titulada Mogiłom i cieni, Poezje z ichki posthile. De hecho, dejó 66 poemas manuscritos.
Uno de ellos es utilizado por Mateusz Krautwurst en su canción Nowe pokolenie 14/44.